# Roumégoux (Tarn)
Roumégoux is een plaats en voormalige gemeente in het Franse departement Tarn in de regio Occitanie en telt 186 inwoners (1999). De plaats maakt deel uit van het arrondissement Albi. Roumégoux is op 1 januari 2019 gefuseerd met de gemeenten Ronel, Saint-Antonin-de-Lacalm, Saint-Lieux-Lafenasse, Terre-Clapier en Le Travet tot de gemeente Terre-de-Bancalié. 

## Geografie
De oppervlakte van Roumégoux bedraagt 13,8 km², de bevolkingsdichtheid is 13,5 inwoners per km².
De onderstaande kaart toont de ligging van Roumégoux (Tarn) met de belangrijkste infrastructuur en aangrenzende gemeenten.

## Demografie
Onderstaande figuur toont het verloop van het inwonertal (bron: INSEE-tellingen).